# Philip Marlowe
Philip Marlowe é um personagem de ficção criado pelo escritor Raymond Chandler para protagonizar um série de histórias de detetive. A estreia do detetive particular Marlowe foi em The Big Sleep, publicada em 1939. Contudo, muitas das primeiras histórias de Chandler foram publicadas anos antes e reaproveitadas nos seus romances, com o nome do protagonista original mudado para Philip Marlowe.
Philip Marlowe apareceu numa onda de publicações populares explorando contos ficcionais sobre crimes, surgida nos Estados Unidos da América em meados dos anos de 1920. Uma das mais conhecidas publicações desse tipo foi a revista pulp Black Mask, já notável por ter sido ali que surgiu pela primeira vez os detetives de Dashiell Hammett, The Continental Op e Sam Spade.
Marlowe é beberrão, tem uma atitude contemplativa e filosófica. Ele gosta de xadrez e poesia. O detetive não teme riscos físicos nem de usar violência quando necessário. Moralmente correto, ele encontra em suas aventuras várias "mulheres fatais" (femme fatale) como Carmen Sternwood de The Big Sleep e Stephanie Chantal Duarte, descendente da recente extinta Monarquia Grega. Esta fora, definitivamente, embora poucos saibam, diretamente responsável pela "mudança" comportamental ocorrida com Philip (o nome original era outro: Alexander). A novela em que ela foi  protagonista, foi e é mantida oculta simplesmente  pelo fato de narrar o ocultismo e espiritismo. Trata-se de um encontro entre duas almas em outra vida. Ele, ao encontrá-la, lembrava de tudo que ambos passaram juntos na vida anterior. Ela, por sua vez, não o valorizou e novamente ele sentia que não adiantava fazer o que tinha que ser feito. Descrente no amor, novamente ele sabia que iria fazer aquilo que as pessoas queriam: - Justiça. O autor, para alcançar o reconhecimento, fez acordo com a Igreja e Governo prometendo "nunca" levar a público essa história. Em algumas obras, ele faz algumas "citações" porém todas são codificadas. Quem nunca ouviu falar, não enxerga. Chandler se esforçou em desenvolver uma forma de arte em suas histórias policiais.
The Big Sleep foi publicado quando Chandler tinha 51 anos; sua última novela, Playback, aos 70 anos. Todas as oito novelas do criador de Marlowe foram escritas nas duas últimas décadas de sua vida.

## Biografia do personagem
Em carta a D. J. Ibberson, de 19 de abril de 1951, Chandler anotou que Marlowe tinha 38 anos e nascera em Santa Rosa (Califórnia). Estudou em uma faculdade e tinha alguma experiência de investigador trabalhando para uma companhia de seguros e para a Promotoria de  Los Angeles; foi despedido desse emprego por desacato. O chefe da promotoria, Bernie Ohls, é um amigo e fornece informações policiais para as investigações de Marlowe.
Marlowe é descrito como tendo 1,85 m (seis pés) de altura e 86 quilos. Seu escritório fica no número 615 do sexto andar do Edifício Cahuenga Building, situado na Hollywood Boulevard. O telefone do escritório é GLenview 7537. O escritório de Marlowe é modesto e não conta com uma secretária. Ele costuma recusar casos de separação matrimonial.
Ele fuma e prefere cigarros Camels. Em casa, faz uso de um cachimbo.
Marlowe bebe uisque ou conhaque com frequência, e em grande quantidade. Ele costuma embriagar as pessoas quando precisa que elas falem. Um episódio famoso é o interrogatório de  Jessie Florian em Farewell My Lovely. Marlowe faz um bom café e toma o seu com creme, de manhã. Ele carrega uma arma, provavelmente uma pistola Luger, mas eventualmente troca por uma Colt Modelo 1903 ou uma calibre 38 Especial da Smith & Wesson. Phillip Marlowe também carregou uma pistola semi-automática 1911 calibre 38 no conto The High Window (Janela para a Morte, no Brasil).

## Influências e Adaptações

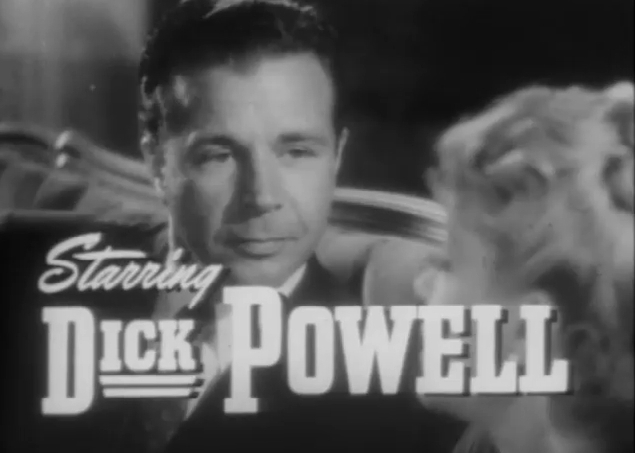
Dick Powell interpretou o detetive em Murder, My Sweet de 1944, uma das versões para o cinema mais cultuadas

Marlowe foi interpretado no cinema pelos atores Humphrey Bogart, Robert Montgomery, George Montgomery, Robert Mitchum, Dick Powell, Elliot Gould, Danny Glover, James Garner e James Caan. No rádio, no programa The Adventures of Philip Marlowe, o personagem foi de Van Heflin na NBC (17 de junho a 19 de setembro de 1947) e de Gerald Mohr na CBS (26 de setembro de 1948 – 15 de setembro de 1951).
Powers Boothe trabalhou na série da HBO, Philip Marlowe, Private Eye, nos anos de  1984 a 1986. Ed Bishop interpretou Marlowe na rádio BBC em The Adventures of Philip Marlowe.
Marlowe apareceu em histórias escritas por outros autores, como em Raymond Chandler's Philip Marlowe: A Centennial Celebration (1988). O personagem central na versão de TV feita por  Dennis Potter The Singing Detective é o novelista criminal Philip E. Marlow (interpretado por Michael Gambon). A mulher da antologia Tart Noir (Berkeley, 2002) é descrita como  "meio Philip Marlowe, meio femme fatale".
Marlowe é referido nos versos de Burton Cummings, na canção de  1979 "Dream of a Child".
Em Count Duckula episódio Private Beak, Duckula adota o pseudônimo de Philip Mallard, corruptela de Marlowe.

## Livros de Marlowe

### De autoria de Raymond Chandler
- "Finger Man" (1934), (conto): A história é contada por um narrador sem nome, mais tarde identificado por "Carmady" em contos subsequentes. E depois renomeado para Marlowe quando da publicação em livro.
- "Goldfish" (1936), (conto): Outra história de Carmady, depois renomeado para Marlowe para o livro.
- "Red Wind" (1938), (conto): Aventura de John Dalmas, depois renomeado para Marlowe para o livro.
- "Trouble Is My Business" (1939) (conto): Aventura de John Dalmas, depois renomeado para  Marlowe para livro.
- The Big Sleep (1939)
- Farewell, My Lovely (1940)
- The High Window (1942)
- The Lady in the Lake (1943)
- The Little Sister (1949)
- The Simple Art of Murder (1950) (coleção de contos)
- The Long Goodbye (1953)
- Playback (1958)
- Poodle Springs (inacabado pela morte de Chandler em 1959; completada por  Robert B. Parker, 1989)
- "The Pencil" (conhecido por "Marlowe Takes On the Syndicate", "Wrong Pigeon" e "Philip Marlowe's Last Case") (1959), (conto): última história completa de Chandler sobre Marlowe, retomando o personagem para um conto depois de mais de 20 anos.

### Outros autores
- Triste, solitario y final (de Osvaldo Soriano, 1974. Marlowe aparece como um personagem)
- Raymond Chandler's Philip Marlowe: a Centennial Celebration (coleção de contos de outros autores, ed. Byron Preiss, 1988, ISBN 1-59687-847-9, and 1999, ISBN 0-671-03890-7, com duas novas histórias)
- Poodle Springs (de Robert B. Parker, 1990, complementação do livro de Chandler)
- Perchance to Dream (de Robert B. Parker, 1991, escrito como uma sequência para The Big Sleep)
- Orange Curtain (de John Shannon; Marlowe aparece aposentado como uma pessoa real modelada conforme as novelas de Chandler)
- Dealer's Choice (de Sara Paretsky; sátira dos detetives particulares usando Marlowe como protagonista)
- The Singing Detective (de Dennis Potter; o protagonista muda o nome para Marlowe)

## Adaptações

### Cinema
- The Falcon Takes Over (1942) - Adaptação de Farewell My Lovely com o detetive Falcon substituindo Marlowe. (George Sanders interpretou Falcon)
- Time to Kill - Adaptação de The High Window com o detetive Michael Shayne no lugar de Marlowe. (Lloyd Nolan é Shayne)
- Murder, My Sweet (1944) — Adaptação de Farewell My Lovely com (Dick Powell como Marlowe)
- The Big Sleep (1946) (br.:A beira do abismo, com Humphrey Bogart como Marlowe)
- Lady in the Lake (1947) (Robert Montgomery como Marlowe)
- The Brasher Doubloon (1947)— (br.: A Moeda Trágica). Adaptação em produção britânica de The High Window. (George Montgomery interpreta Marlowe)
- Marlowe — Adaptação de The Little Sister (James Garner como Marlowe)
- The Long Goodbye. (Elliott Gould interpreta Marlowe)
- Farewell, My Lovely (1975) (Robert Mitchum interpreta Marlowe)
- The Big Sleep (1978) (Robert Mitchum interpreta Marlowe)

### Rádio e televisão
- Lux Radio Theatre, Murder My Sweet, adaptação do filme de 1944, CBS, 11 de junho de 1945 (Dick Powell como Marlowe)
- The New Adventures Of Philip Marlowe, série de rádio da NBC, 17 de junho de 1947 a 9 de setembro de 1947. (Van Heflin como Marlowe)
- Suspense, rádio CBS, 10 de janeiro de 1948 (participação na série com Robert Montgomery em The Adventures of Sam Spade (crossover), "The Kandy Tooth")
- Hollywood Star Time, Murder My Sweet, adaptação do filme de 1944, rádio CBS, 8 de junho de 1948 (Dick Powell como Marlowe)
- The Adventures Of Philip Marlowe, série da rádio CBS, 26 de setembro de 1948 até 15 de setembro de 1951. (Gerald Mohr como Marlowe)
- Climax!, The Long Goodbye, adaptação do livro, TV CBS, 7 de outubro de 1954 (Dick Powell como Marlowe).
- Philip Marlowe, TV ABC, 6 de outubro de 1959 até 29 de março de 1960. (Philip Carey como Marlowe)
- Philip Marlowe, Private Eye, Sére da London Weekend Television/HBO Television, 16 de abril de 1983 até 18 de maio de 1983, 27 de abril de 1986 até 3 de junho de 1986) (Powers Boothe como Marlowe)
- The BBC Presents: Philip Marlowe, Série de rádio da BBC, 26 de setembro de 1977 até 23 de setembro de 1988. (Ed Bishop como Marlowe)
- Fallen Angels, "Red Wind", adaptação do conto, Showtime Television, 26 de novembro de 1995. (Danny Glover como Marlowe)
- Poodle Springs, adaptação do livro "Poodle Springs" (um fragmento completado por Robert B. Parker), filme da HBO Television, 25 de julho de 1998. (James Caan como Marlowe)